# Košnica pri Celju
Košnica pri Celju je naselje u slovenskoj Općini Celju. Košnica pri Celju se nalazi u pokrajini Štajerskoj i statističkoj regiji Savinjskoj. 

## Stanovništvo
Prema popisu stanovništva iz 2002. godine naselje je imalo 590 stanovnika.